# Real Monasterio de San Victorián
El Real Monasterio de San Victorián (o San Beturián en aragonés y popularmente) es un complejo monástico ubicado en la localidad  de Los Molinos, perteneciente al municipio de El Pueyo de Araguás, en la comarca de Sobrarbe, Huesca, Aragón.
Está situado a 1200 metros de altitud en las faldas de la Sierra Ferrera, en la que destaca la Peña Montañesa, a 14 kilómetros de la villa de Aínsa.

## Historia

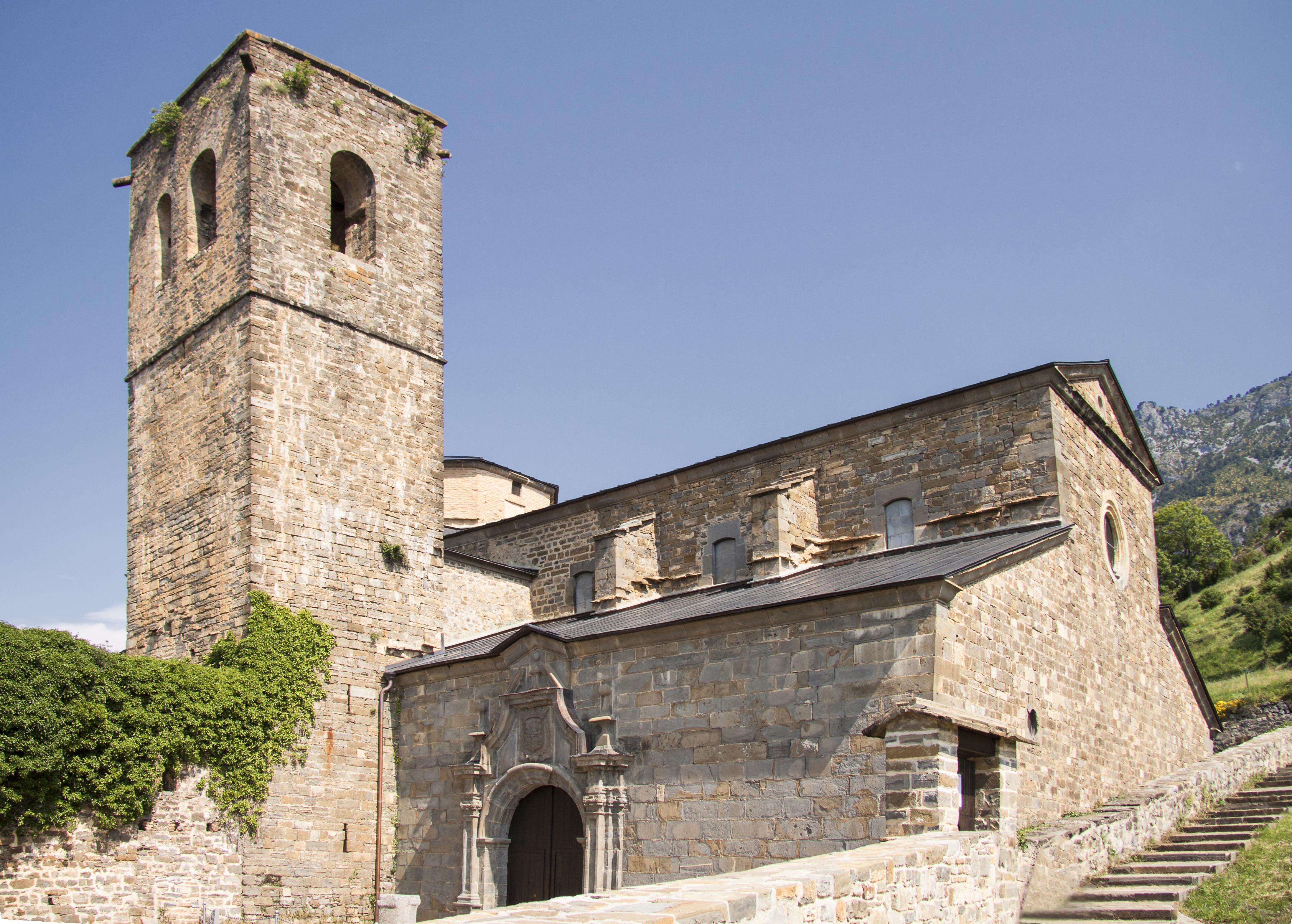
Iglesia, portada y torre

Algunos investigadores sitúan el origen del monasterio de San Victorián en el siglo VI, bajo la denominación de San Martín de Asán, convirtiéndose así en el monasterio más antiguo de la península ibérica. Está vinculado al santo italiano Victorián, el cual fue ermitaño en la ermita de la Espelunca, situada a poca distancia del monasterio. Su creciente popularidad y veneración le llevaron a aceptar el cargo de abad del monasterio, el cual adquiriría desde entonces su nombre por el de San Martín de Asán.
El monasterio adquirió una gran importancia e influencia en toda la zona del pirineo oriental aragonés, llegando a convertirse, según la tradición, en panteón de los míticos Reyes de Sobrarbe. Se conservan los sepulcros de Gonzalo I y de Íñigo Arista.
Sin embargo, documentalmente no puede confirmarse la existencia del monasterio hasta el siglo X. Desde la segunda mitad de este siglo hasta el primer tercio del XI, bajo el reinado de Sancho Garcés III de Pamplona, se realizaron las primeras construcciones documentadas, de las que no han quedado restos.
Su hijo Ramiro I de Aragón donó al monasterio, entre otros, dos familias de esclavos —la de Oriolus y su mujer Elo, de Villa Alascore, y la de otro hombre, mujer e hijos, de Villa Luzares— y sus propiedades y sus descendientes, en perpetuidad:

...concedo supradicto monasterio unum hominem, in villa Alascore nomine Oriolus, cum uxore sua Elo, et alium hominem in villa Luzares cum filiis et filiabus suis... hos homines dono jam dicto monasterio cum domibus et uxoribus suis, et cum universis posteritatibus suis, et com omnibus que possident, vel in antea augmentare, comparare, vel escalidare potuerint, ipsi et omnes generationes eorum per secula seculorum.

En el reinado de Sancho Ramírez, su hijo, se produce un importante impulso constructivo al monasterio, coincidiendo con la política real que establece a San Victorián como garante del poder de la monarquía en un territorio alejado de los centros del poder real. Es entonces cuando se inicia y consolida el poder del monasterio, con la sumisión de antiguos monasterios ribagorzanos y la adquisición de señorío sobre numerosos lugares. 
La mayor parte de las construcciones conservadas datan del siglo XVI. En la segunda mitad de este siglo el monasterio pierde su preponderancia en la zona, con la creación del obispado de Barbastro y los recortes de poder a los monasterios. 
En 1835 es desamortizado y sus posesiones pasan a manos privadas, así como una parte del conjunto arquitectónico. En la década de los años 50 el monasterio fue vaciado de sus bienes muebles por decisión del obispo de Barbastro, Cantero Cuadrado. La sillería del coro fue trasladada a la iglesia de San Pedro de Boltaña, el retablo mayor a la catedral de Barbastro y otro retablos fueron repartidos entre otras iglesias de la zona.

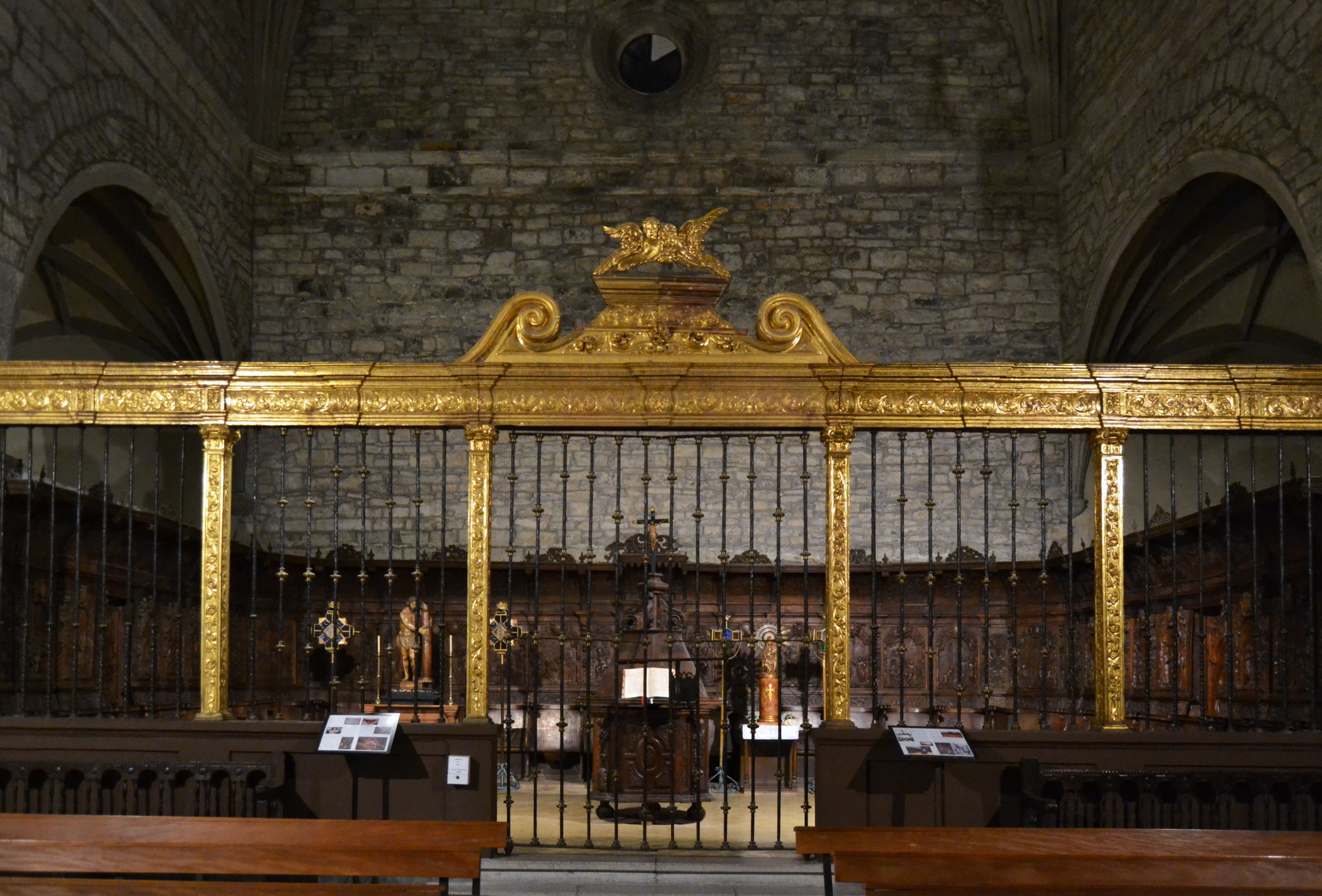
Sillería del monasterio, actualmente en Boltaña

### Restauración
En la década de 1990 a 2000 se llevan a cabo varias campañas de restauración y en 2002 es declarado Bien de Interés Cultural (BIC).

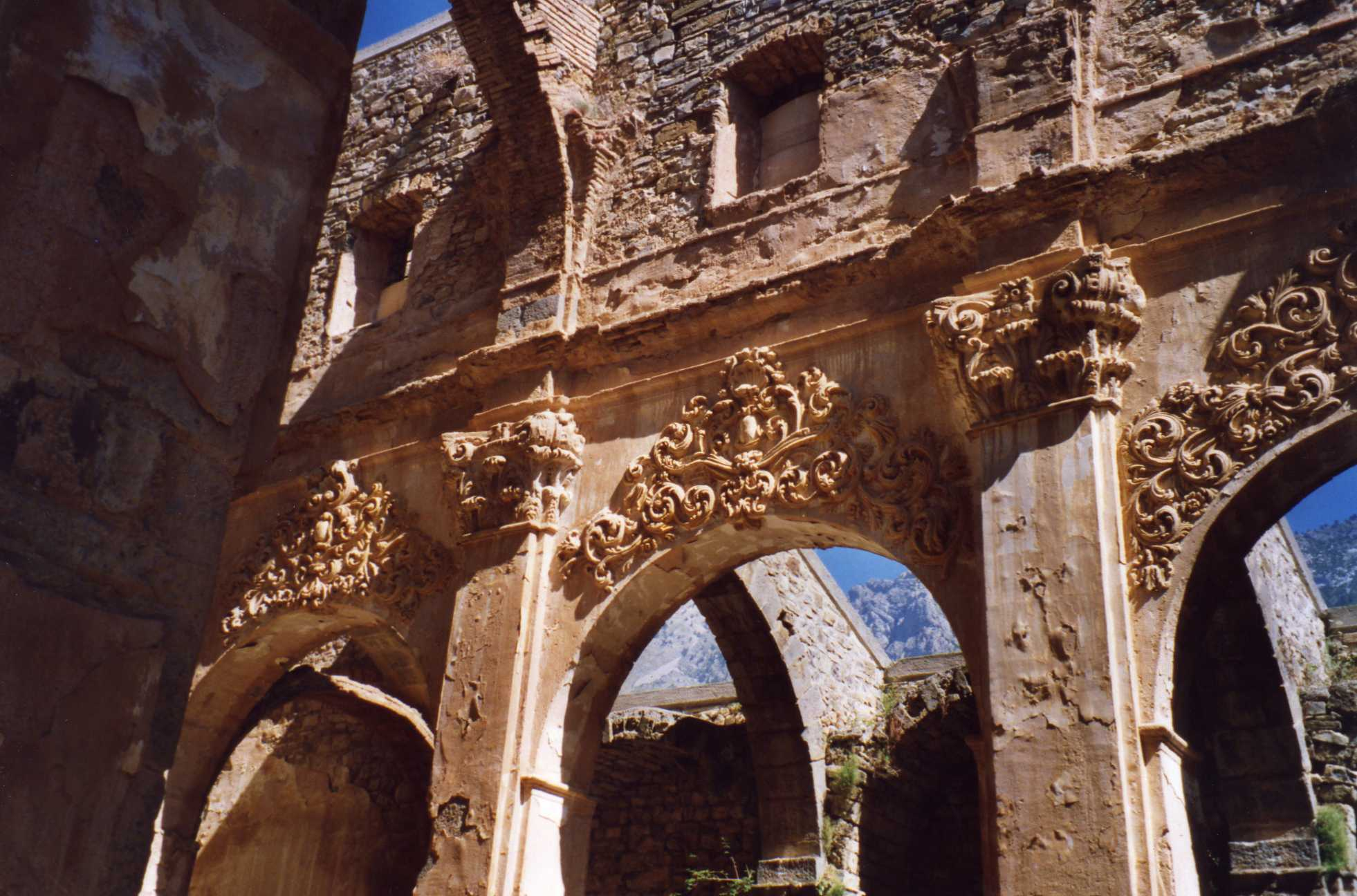
Interior de la iglesia, al descubierto, antes de su restauración

En 2008 la Diputación General de Aragón (DGA) y la Diócesis de Barbastro-Monzón firman un protocolo de cesión de la iglesia y el claustro para su rehabilitación, tras un complejo proceso de delimitación de las diferentes propiedades, dado que la casa abacial y la hospedería son propiedad privada. El Ejecutivo aragonés también mantiene negociaciones para adquirir la propiedad particular pero finalmente no fructifican.
Entre 2009 y 2018 la DGA lleva a cabo la restauración en profundidad del conjunto no privado en varias fases. Se rehabilitan y consolidan la iglesia y sus cubiertas, el acceso a la misma y el huerto, la torre campanario, que queda dotada de iluminación, el claustro, la biblioteca, el refectorio y parte de la muralla perimetral, así como el acceso por carretera desde Oncíns. En 2021 se retoman las obras de rehabilitación actuando en el palacio abacial.
Desde 2011 existen visitan turísticas guiadas.

## Descripción
Se trata de un conjunto monástico que ha perdido un considerable número de sus construcciones. Se conservan sobre todo las relativas al siglo XVI, aunque existen no obstante algunos elementos medievales. Se localiza emplazado en las faldas de Sierra Ferrera, en una situación dominante del entorno que le rodea.
Se trata de un complejo compuesto por la residencia monacal, el claustro, cuya ala septentrional desapareció con la construcción de la nueva iglesia de San Victorián, dependencias anejas al claustro y otras dependencias para la vida del monasterio (bodegas, silos, huerto…). Está todo ello rodeado por murallas a excepción del lado occidental.
Presenta los siguientes elementos de interés: 
- Casa-abadía y hospedería: Situada en la zona occidental del recinto, su construcción es mayoritariamente del siglo XVI. Se trata de una estancia rectangular a la que aneja se encuentra la hospedería, que también albergó el archivo monástico, un oratorio privado y servicio del abad.
- Monasterio: Se ubica en el interior del recinto en torno al claustro. Los restos más antiguos del monasterio se encuentran en el lado oriental, datando del siglo XI. Está aquí la torre y algunas dependencias de uso todavía no muy claro. El claustro posee un corredor de dos pisos y arcos de medio punto.
- Muralla: Rodea totalmente el recinto a excepción de la zona occidental. Posee una altura variable entre los cuatro y seis metros.[10]